# Polisens grader i Frankrike
Polisens grader i Frankrike definierar hierarkin i den franska polisen.
| #      | Police nationale                         | Police nationale                                                                | Gendarmerie nationale                                                                 | Police municipale                                                                                 | Police rurale                  | Motsvarighet i svenska polisen |
|        | Corps de conception et de direction      | Corps de commandement Corps d’encadrement et d’application Adjoints de sécurité | Officiers de Gendarmerie Sous-Officiers de Gendarmerie Gendarmes adjoints volontaires | Directeurs de police municipale Chefs de service de police municipale Agents de police municipale | Gardes champêtres              | |
| 1.     | Directeur général de la police nationale | -                                                                               | Général d’armée                                                                       | -                                                                                                 | -                              | Rikspolischef |
| 2.     | Directeur des services actifs            | -                                                                               | Général de corps d’armée                                                              | -                                                                                                 | -                              | Biträdande rikspolischef |
| 3.     | Inspecteur général                       | -                                                                               | Général de division                                                                   | -                                                                                                 | -                              | Polisdirektör |
| 4.     | Contrôleur général                       | -                                                                               | Général de brigade                                                                    | -                                                                                                 | -                              | Biträdande polisdirektör |
| 4.     | Commissaire général                      |                                                                                 | Général de brigade                                                                    | -                                                                                                 | -                              | Biträdande polisdirektör |
| 5.     | Commissaire divisionnaire                | Commandant divisionnaire fonctionnel                                            | Colonel                                                                               | -                                                                                                 | -                              | Polisöverintendent |
| 6      | Commissaire                              | Commandant divisionnaire                                                        | Lieutenant-colonel                                                                    | -                                                                                                 | -                              | Polisintendent |
| 7.     | Commissaire                              | Commandant                                                                      | Chef d'escadron                                                                       | Directeur principal                                                                               | -                              | Polisintendent |
| 7.     | Commissaire                              | Commandant                                                                      | Chef d'escadron                                                                       | Directeur                                                                                         | -                              | Polisintendent |
| 8.     | -                                        | Capitaine                                                                       | Capitaine                                                                             | Chef de service principal de 1re classe                                                           | -                              | Poliskommissarie (sektionschef) |
| 9.     | -                                        | Lieutenant                                                                      | Lieutenant                                                                            | Chef de service principal de 2e classe                                                            | -                              | Poliskommissarie (sektionschef) |
| 10.    | -                                        | -                                                                               | -                                                                                     | Chef de service                                                                                   | -                              | Poliskommissarie (sektionschef) |
| 11.    | -                                        | Major                                                                           | Major                                                                                 | Chef de police                                                                                    | -                              | Poliskommissarie |
| 12.    | -                                        | Brigadier-chef                                                                  | Adjudant-chef                                                                         | Brigadier-chef principal                                                                          | Garde champêtre chef principal | Polisinspektör (gruppchef) |
| 13.    | -                                        | Brigadier                                                                       | Adjudant                                                                              | Brigadier-chef principal                                                                          | Garde champêtre chef principal | Polisinspektör (gruppchef) |
| 14.    | -                                        | Sous-brigadier                                                                  | Maréchal des logis-chef                                                               | Brigadier-chef                                                                                    | Garde champêtre chef           | Polisinspektör |
| 15.    | -                                        | Gardien                                                                         | Gendarme                                                                              | Brigadier                                                                                         | Garde champêtre principal      | Polisassistent |
| 15.    | -                                        | Gardien                                                                         | Gendarme                                                                              | Gardien                                                                                           | Garde champêtre principal      | Polisassistent |
| 16     | -                                        | Adjoint de sécurité                                                             | Maréchal des logis                                                                    | -                                                                                                 | -                              | "Hjälppoliser", som biträder polisen med att förebygga och bekämpa brott. De är uniformerade och beväpnade och har samma befogenheter som police municipale och police rurale. |
| 16     | -                                        | Adjoint de sécurité                                                             | Brigadier-chef                                                                        | -                                                                                                 | -                              | "Hjälppoliser", som biträder polisen med att förebygga och bekämpa brott. De är uniformerade och beväpnade och har samma befogenheter som police municipale och police rurale. |
| 16     | -                                        | Adjoint de sécurité                                                             | Brigadier                                                                             | -                                                                                                 | -                              | "Hjälppoliser", som biträder polisen med att förebygga och bekämpa brott. De är uniformerade och beväpnade och har samma befogenheter som police municipale och police rurale. |
| 16     | -                                        | Adjoint de sécurité                                                             | Gendarme adjoint volontaire 1ère classe                                               | -                                                                                                 | -                              | "Hjälppoliser", som biträder polisen med att förebygga och bekämpa brott. De är uniformerade och beväpnade och har samma befogenheter som police municipale och police rurale. |
| 16     | -                                        | Adjoint de sécurité                                                             | Gendarme adjoint volontaire 2e classe                                                 | -                                                                                                 | -                              | "Hjälppoliser", som biträder polisen med att förebygga och bekämpa brott. De är uniformerade och beväpnade och har samma befogenheter som police municipale och police rurale. |
| Källa: | [ 1 ] [ 2 ]                              | [ 3 ] [ 4 ] [ 5 ]                                                               | [ 6 ] [ 7 ]                                                                           | [ 8 ] [ 9 ] [ 10 ]                                                                                | [ 11 ]                         | [ 12 ] [ 13 ] |

Polisstuderande och aspiranter (motsvarande), ingår inte i denna översikt